# تمريض شرعي

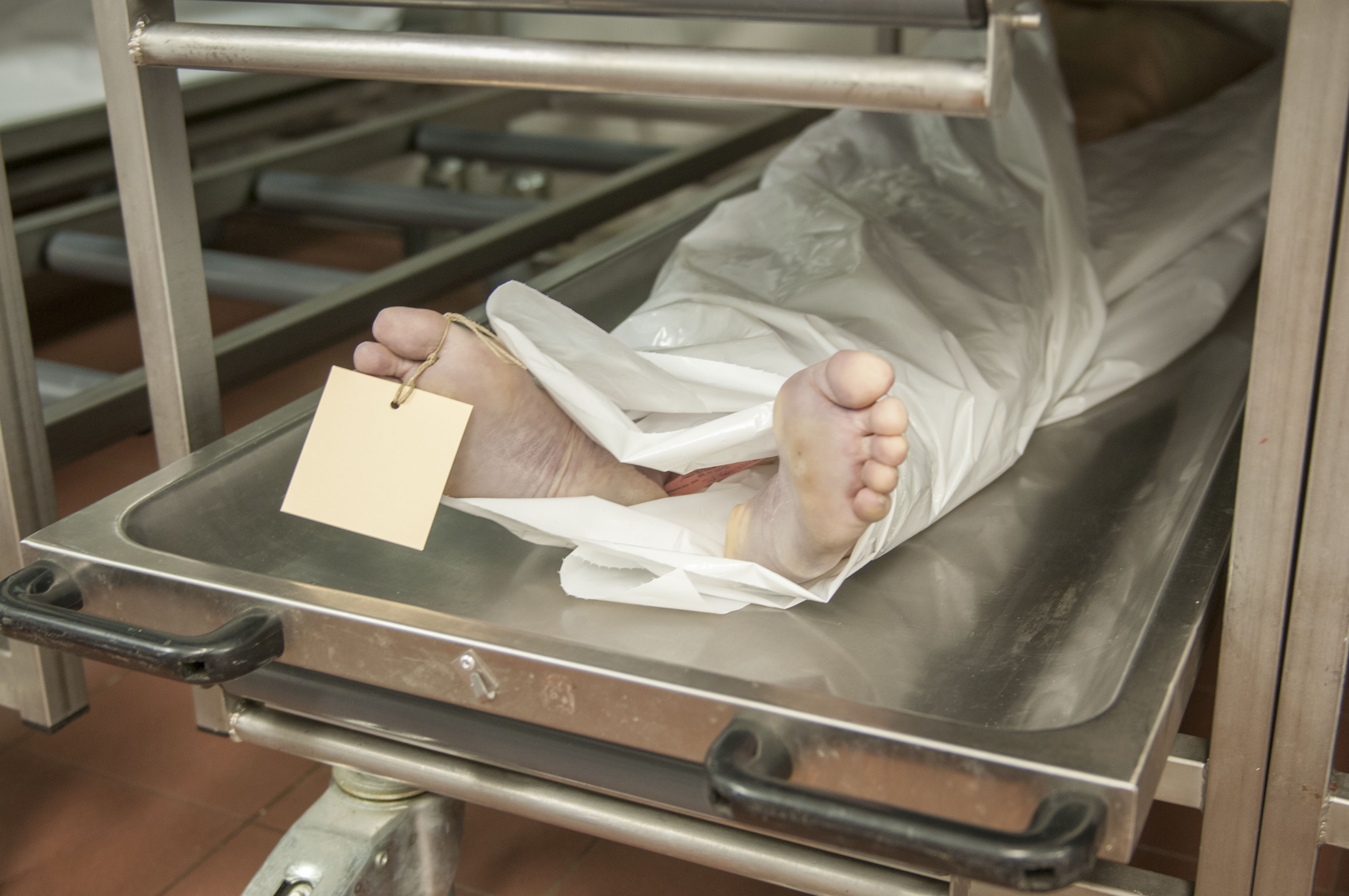
الصورة لجثة من داخل المشرحة

التمريض الشرعي (بالإنجليزية: Forensic nursing)‏ يُعرَّف التمريض الشرعي على أنه تطبيق العملية التمريضية في الإجراءات العامة أو القانونية، وتطبيق رعاية صحية وجنائية في التحقيق العلمي للصدمات و/أوالوفاة المتعلقة بالإساءة والعنف والنشاط الإجرامي والمسؤولية والحوادث.
قبل وجود تخصص معترف به كممرض الشرعي، كان المصطلح الشائع هوالطب الشرعي السريري فقط. يصف هذا المصطلح استخدام المهارات الطبيه السريريه لدعم الإجراء القضائي لحماية الضحية، عادة ما يحدث بعد الوفاة. لم يكن حتى نهاية القرن العشرين يريد المهنيين الطبيين زيادة التعاون بين النظامين الطبي والقانوني. في الولايات المتحدة، بدأت معالجة هذه المشكلة بعد ذللك.كانت الممرضة فرجينيا لينش من أول المدافعين عن تخصص تمريض الشرعي ك تخصص قائم مستقل بحد ذاته في الولايات المتحدة. دافعت وسعت للحصول على التخصص كتخصص معترف به وساعدت في تشكيل برامج التمريض الشرعي في الولايات المتحدة للتعليم. في الثمانينيات من القرن الماضي، كانت المقالات تُكتب حول كيفية حفظ الأدلة المهمة اللازمة لبناء دعوى قانونية كامله أثناء التعامل بعد موت الضحية. من هناك بدأ شرح دور ممرض/ة ليس فقط في الطب الشرعي ولكن أيضًا في نظام العدالة الجنائية عند التعامل مع ضحية العنف.
إن ممارسة ودور التمريض بالأساس التعامل الشامل مع العقل والجسد والروح. لكن مع الممرضين الشرعيين، يتغير دورهم ليشمل أيضا القانون.صحيح أنه تم إنشاء هذا التخصص ولكن لم يتم إنشاؤه لجعل الممرضين يصبحون محققين. هدفهم الأول والأخير هوالعمل مع الضحية والتأكد من إنجاز المهام الطبية المناسبة وكذلك مهام الطب الشرعي. ثم يتم تمرير الأدلة الجنائية إلى نظام العدالة الجنائية للتحقيق المناسب. بدأ التعرف على هذا التخصص في جميع أنحاء العالم ويساعد على تعزيز التركيز الدولي على العنف. أصبحت التمريض الشرعي أحد أهم الموارد الحيوية في للعلاقة اللازمة بين النظامين الصحي والقضائي.

## التاريخ
تم تطوير الطب الشرعي للتمريض استجابةً للمخاوف في الثمانينيات فيما يتعلق بمعالجة المرضى الذين يعانون من الإصابات المرتبطة بالجريمة والتعامل السليم مع الأدلة. على الصعيد العالمي، تطور الطب الشرعي السريري العام والتمريض الشرعي تقدمت بسرعات مختلفة، مع واحدة تسبق الأخرى على أساس كل بلد على حدة. تأسست الرابطة الدولية لممرضي الطب الشرعي في عام 1992، وهي الرابطة المهنية الأولية للتمريض الشرعي، والتي شملت عام 2019 4,400 عضو في 25 دولة.
على الرغم من أن التمريض الشرعي يمكن تتبعه في عقد 1980 لتطوير التخصص، إلا أنه يمكن الإشارة إلى أن الأساس ربما يكون قد وضع في أوائل القرن الثامن عشر. تورط بعض المهنيين الطبيين في القضايا التي تنطوي على جرائم مثل الاغتصاب. بدأ هؤلاء المهنيين الطبيين بنقل هذه القضايا من مجرد رؤية للعدالة الجنائية إلى اهتمام صحي معترف به أكثر.

## الدور والمسؤوليات
التمريض الشرعي يجمع بين ممارسة التمريض والطب الشرعي في التحقيق العلمي للوفاة والإصابة الناجمة عن النشاط الإجرامي والحوادث. بالإضافة إلى توفير الرعاية العامة، يعمل ممرضين الطب الشرعي كأعضاء في فريق متعدد التخصصات مع استشاريين آخرين في الطب ورجال قانون.أنهم يتلقون تدريباً متقدماً في جمع وحفظ الأدلة وبروتوكولات العلاج والإجراءات القانونية والشهادات.
التدريب المتخصص الذي يحصل عليه التمريض الشرعي فيما يتعلق بالاحتياجات الطبية والقانونية لهؤلاء المرضى يزيد الطلب على التخصص. يواجه ضحايا الجريمة مخاطر أعلى لاضطرابات ما بعد الصدمة والاكتئاب والانتحار والمضاعفات الطبية مقارنة بالمرضى الآخرين، يعمل ممرضو الطب الشرعي على تحسين النتائج القانونية ونوعية الحياة لهؤلاء المرضى بالنسبة إلى الرعاية المعيارية لقسم الطوارئ. يساعد ممرضو الطب الشرعي أيضًا في توفير رؤية مهنية للأسباب المحتملة لإصابات المرضى في الحالات التي لا يتوفر فيها الشهود.
قبل البدء في الفحص، يجب أن يحصل ممرض الطب الشرعي على موافقة المريض. بالإضافة إلى توثيق الإصابات الواضحة، يتخصص ممرضو الطب الشرعي في البحث عن علامات خفية من الاعتداء، مثل لون الجلد، والتغيرات الصوتية، وفقدان وظيفة الأمعاء أو وظيفة المثانة. يقوم تمريض الطب الشرعي بتوثيق إصابات المرضى من خلال الأدوات بما في ذلك الكاميرات وشرائط القياس ومسحات السوائل ومصادرة أدوات الاغتصاب المستعمله في حالات جرائم الأغتصاب والسفاح، وضوء عالي القدرة يمكن أن يكشف عن كدمات يصعب رؤيتها والسوائل مثل السائل المنوي أو البول أو اللعاب. وهي توثق كل إصابة لاستخدام محتمل كدليل في قضية محكمة لاحقة، حيث يمكن استدعاؤها كشاهد خبير للإدلاء بشهاداتهم عن الإصابات.
تمريض الطب الشرعي مسؤول أيضًا عن تثقيف المريض بشأن حقوقه. في الولايات المتحدة، على سبيل المثال، لا يُطلب من المرضى متابعة الإجراءات القانونية للحصول على فحص طبي، وتقع على عاتق كل ممرض في الطب الشرعي مسؤولية مناقشة هذا الأمر مع كل مريض.
وبشكل أكثر تحديدًا، يمر تمريض الطب الشرعي بالتدريب حتى يتمكن من فهم الأنواع المختلفة من الصدمات النفسية التي يعاني منها العديد من الأشخاص

### المهن
يشمل التمريض الشرعي أدوارًا مثل:
1. تمريض الطب الشرعي السريري
2. تمريض الطب الشرعي الفاحص
3. تمريض إصلاحية شرعية أو مؤسسية
4. مستشار تمريض قانوني
5. تمريض محامي
6. تمريض باحث في الطب والتمريض الشرعي

## بعض أنواع الجرائم والحالات الأكثر شيوعًا

### انتهاك الأطفال
أن انتهاك وإساءة معاملة الأطفال هي نوع شائع من الصدمات النفسية التي يعمل معها تمريض الطب الشرعي.
عندما يواجهة المريض وضعا محتملا يتعلق بإساءة معاملة الأطفال، يجب عليهم التأكد من حماية الطفل من أي صدمة أخرى. تنظر الممرضات الشرعيات إلى أشياء مثل الكدمات وإصابات الرأس المحتملة والاعتداء الجنسي. أهمية التمريض هنا هي المفتاح لتحديد الفرق بين الكدمات التي تحدث بسبب إساءة المعاملة أو كدمات النشاطات اليومية المعتادة. يتعرف ممرض الطب الشرعي أن الكدمة الموجودة على الأذنين والرقبة والأنسجة الرخوة الأخرى في الجسم يجب أن تكون بلون أحمر. بمجرد تقييم العلامات البدنية لسوء المعاملة أو وقوع حادث، يمكن للممرض أن يقرر ما يجب القيام به بعد ذلك، سواء كان ذلك المزيد من الاختبارات أو استشارة الطبيب. عند العمل مع الأطفال، من المهم أن يجعل التمريض الطفل بحال مريح لضمان وجود علاقة ثقة. تأكد تمريض الطب الشرعي من بناء هذه العلاقة للسماح للطفل بمشاركة التفاصيل التي قد يحتفظون بها لأنفسهم. قد تكون هناك إساءة غير مرئية للعين ومن المهم التأكد من مشاركة الطفل لتلك التفاصيل الأساسية. إذا تم اكتشاف سوء المعاملة، فستتخذ الممرض الخطوة التالية للإبلاغ عن إساءة المعاملة. وعلى الرغم من تشابه العديد من السياسات، فإن كل ولاية في الولايات المتحدة لديها قوانينها وأنظمتها الخاصة للإبلاغ عن إساءة معاملة محتملة للأطفال. هذا هو المكان الذي يرتبط فيه التمريض الشرعي بالجانب القانوني للتحقيق. يجب على التمريض التأكد من الإبلاغ عن النتائج، والإبلاغ عنها بدقة لأن التمريض يعتبر مسؤول.

### الاعتداء الجنسي
نوع آخر من الصدمات النفسية التي يرعاها التمريض الشرعي هو الاعتداء الجنسي الذي يشمل الاغتصاب. يتم تدريب تمريض الطب الشرعي على الكشف عن الاعتداء الجنسي لأن العديد من الاعتداءات لا يتم الإبلاغ عنها. قد يكون لدى بعض المرضى خوف أو حرج أو إنكار يمكن أن يحول دون استعدادهم للإبلاغ عن اعتداءهم. هؤلاء التمريض لديهم القدرة على معرفة من الذي يقوم بالفحص، وكيف. الأسئلة ضرورية لهؤلاء التمريض لأنه ليس كل الضحايا المحتملين سيكونون صادقين بشأن ما قد يكون لديهم أو قد لا يكونوا قد مروا به. تحتاج الأسئلة المطروحة إلى صياغتها بشكل صحيح لتجنب عدم الراحة وعدم دقة المعلومات. في الآونة الأخيرة، كان هناك تكامل بين الأسئلة الكتابية والشفوية التي قد تساعد المريض والممرضة على معالجة أي هجوم محتمل. قد يتضمن سؤال محتمل للبدء سؤال عما إذا كانت الضحية المحتملة قد أجبرت على القيام بشيء لا يرغب في فعله. من المهم أن يكون الممرض قادرة على مساعدة الضحية المحتملة على فهم السؤال دون إجبار أو توجيه إجابة غير دقيقة. إذا اعترف المريض بالاعتداء الجنسي، فإن الخطوة التالية هي ضمان سلامة المريض. هناك بروتوكولات معمول بها تساعد ممرض/ة الطب الشرعي في اتخاذ الخطوة التالية، عندما يعترف المريض بالاعتداء الجنسي. على سبيل المثال، قد يشرح التمريض للضحية حقوقها القانونية فيما يتعلق بالإبلاغ عن الاعتداء، وكذلك تفاصيل الفحص البدني للحصول على أدلة. أن أحد المتطلبات للحصول على شهادة في التمريض الشرعي هو القدرة على عمل الإختبار التمريضي للاعتداء الجنسي (SANE). سيقوم هؤلاء التمريض بجمع وتسجيل الأدلة الجنائية اللازمة لقضية جنائية. بعض الأدلة المشمولة يجب أن تكون تاريخاً للحادث، حال الملابس، وتقييم المعتدى عليه وجهاً لوجه، وعينة بول، وسحب عينة دم، ومسحات الفم، واختبارات وتحاليل الجهاز التناسلي، وفحص الأمراض المنقولة جنسياً. بعد أن يكون هناك مجموعة من الأدلة أم لا (إذا كان المريض لا يريد الإبلاغ عن الاعتداء إذا كان أكثر من 18) فإن متابعة الرعاية ضرورية. يجب أن يكون ممرض الطب الشرعي قادرة على تزويد الضحية بالموارد اللازمة. قد تتضمن هذه الموارد مراكز الأزمات وإحالات العلاج ومعلومات مجموعة الدعم.

## الشهادة المعتمدة
اعتبارًا من عام 2015، تقدم الرابطة الدولية لممرضي الطب الشرعي شهادتين مهنيتين بموجب مجلس شهادات التمريض الشرعي (FNCB) لفاحصي ممرضي الاعتداء الجنسي: تمريض اختبار الاعتداء الجنسي - ممتحن/مؤهل للاعتداء الجنسي - SANE-A

## الانتشار العالمي

### الولايات المتحدة
اقترحت فرجينيا لينش، وهي بمثابة أم التمريض الجنائي الشرعي، إنشاء تخصص التمريض الجنائي في عام 1986 وساعدت في إنشاء أول برنامج دراسات عليا في جامعة تكساس في كلية التمريض في أرلينغتون. اعترفت الأكاديمية الأمريكية لعلوم الطب الشرعي بتخصص التمريض الشرعي في عام 1991، وتبعتها جمعية التمريض الأمريكية في عام 1995.

### بريطانيا العظمى
في بريطانيا العظمى، يشتمل التمريض الشرعي على التخصص الفرعي للتمريض النفسي الشرعي، والذي يشدد على ممارسة تمريض الطب الشرعي لمرضى الصحة العقلية.

### كندا
لم يتم التعرف على التمريض الشرعي باعتباره تخصص التمريض في كندا وليس لديه برنامج دكتوراه.

## وصلات خارجية
- موقع الرابطة الدولية لممرضي الطب الشرعي الإلكتروني.